# Ezekiel Otuoma
Ezekiel Otuoma Wagongo (Nairobi, Kenia, 23 de noviembre de 1993-21 de diciembre de 2024) fue un futbolista keniano que jugó como delantero.

## Fallecimiento
En el año 2020, Otuoma fue diagnosticado con la enfermedad de la motoneurona, lo que afectó a las células del cerebro y las neuronas, dejándolo postrado en una silla de ruedas. Falleció debido a dicha enfermedad el 21 de diciembre de 2024 a los 31 años de edad.

## Equipos
| Periodo   | Club          |
| --------- | ------------- |
| 2016-2017 | Western Stima |
| 2017-2018 | AFC Leopards  |
| 2018-2019 | Sony Sugar    |
| 2019-2020 | Ushuru FC     |